# 全国石油業協同組合連合会
全国石油業協同組合連合会（ぜんこくせきゆぎょうきょうどうくみあいれんごうかい）は、東京都千代田区永田町にある任意団体。略称は全石連。
経済産業省（資源エネルギー庁）所管の特別の法律により設立される法人として主に日本政府の補助金事務を扱うため公益性が求められる全国石油商業組合連合会（全石商）と、2007年まで「全国石油業協同組合連合会」を名乗っていた石油小売業代表団体の要素が強い中小企業等協同組合（協同組合連合会）の全国石油業共済協同組合連合会（全石協）の二者からなり、両者は対象業種が同一のため末端の加入事業者が概ね共通することもあって、一体化したホームページを運営している。

## 概要
- 1953年（昭和28年）設立
- 全国16組合2016年（平成28年）現在、事業内容は「石油販売業者の経済的・社会的地位の向上と地域社会における石油製品の安定供給を図ることによって、石油販売業者の健全な発展と消費者の利益保護」を挙げている。
- 2019年（令和元年）現在の会員数は約15000社。同組合連合会において、全国石油政治連盟を組織化している。

## 活動内容
- POS導入補助。
- 環境対応型石油製品販売業支援事業(土壌汚染の未然防止及び早期発見を支援する事業)。
- SS(ガソリンスタンド)過疎地対策計画策定支援事業。
- 地下タンクの入換工事。
- 「総合生活サービス拠点への転換支援研修会」を実施 [1]。
- 2018年11月14日：「石油増税反対」を訴える総決起大会を東京都千代田区の憲政記念館で開催[2]
- 2019年7月25日：京都アニメーション放火殺人事件を受けて携行缶を使ってガソリンの購入者の名前や住所などを運転免許証などで確認を取ったうえでコピーして保存するよう文書にて呼びかけ[3]。